# Велика Весь (Здунськовольський повіт)
Велика Весь (пол. Wielka Wieś) — село в Польщі, у гміні Шадек Здунськовольського повіту Лодзинського воєводства.
Населення — 267 осіб (2011).
У 1975-1998 роках село належало до Серадзького воєводства.

## Демографія
Демографічна структура станом на 31 березня 2011 року:
|          | Загалом | Допрацездатний вік | Працездатний вік | Постпрацездатний вік |
| -------- | ------- | ------------------ | ---------------- | -------------------- |
| Чоловіки | 128     | 27                 | 85               | 16                   |
| Жінки    | 139     | 26                 | 80               | 33                   |
| Разом    | 267     | 53                 | 165              | 49                   |